# Blasenanemone

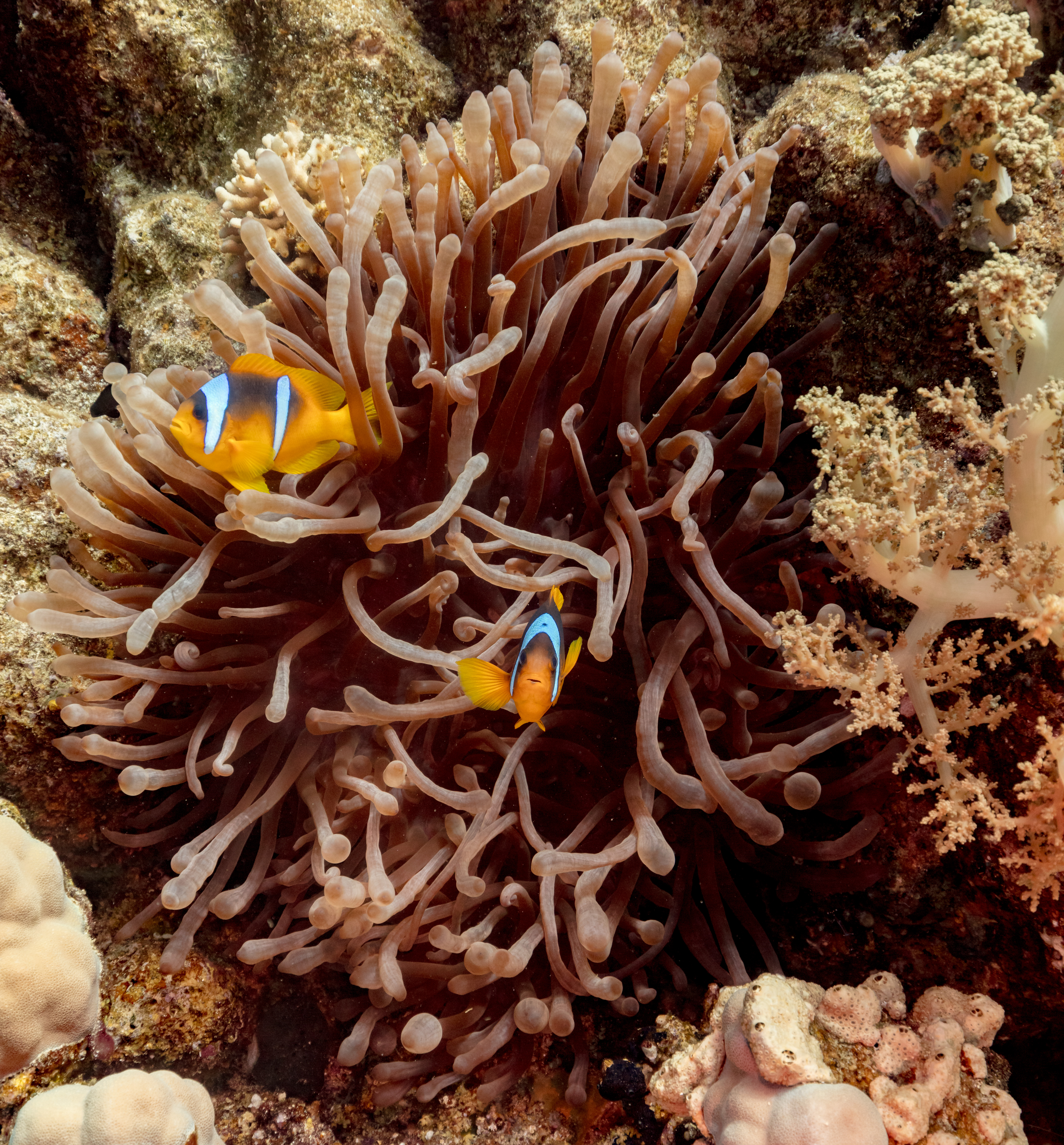
Beispiel einer Symbiose: Rotmeer-Anemonenfische und Blasenanemone

Die Blasenanemone (Entacmaea quadricolor) ist eine Seeanemone aus den tropischen Korallenriffen des Indopazifik und des Roten Meeres. Sie hat bis zu zehn Zentimeter lange Tentakel, die an den Enden oft blasenartige Verdickungen mit grünen oder roten Spitzen haben. Blasenanemonen sind von fahlweißer, brauner oder rötlicher Farbe, letzte Farbform wird auch Kupferanemone genannt. Blasenanemonen leben mit Zooxanthellen in Symbiose, von denen sie einen Teil der Nährstoffe bekommen, die sie brauchen. Sie nesseln nur schwach.
Sie bildet im Meer zwei Formen. Im flachen Wasser leben kleine, nur 5 bis 10 Zentimeter große Exemplare, die sich durch Teilung vermehren und große Kolonien genetisch gleicher Exemplare bilden. In tieferem Wasser leben große Solitärexemplare, die einen Scheibendurchmesser von 40 Zentimetern erreichen. Blasenanemonen sind immer bestrebt ihren Fuß tief in Höhlen oder Spalten zu verankern.

## Symbiose
Sie ist eine Symbioseanemone und eine wichtige Symbiosepartnerin der Anemonenfische. Insgesamt zehn Arten der Gattung Amphiprion, der Samtanemonenfisch (Premnas biaculeatus) und in seiner Jugend auch der Dreifleck-Preußenfisch (Dascyllus trimaculatus) akzeptieren sie als Partner.
Weiterhin wird sie auch von den kommensalischen Porzellankrabben der Gattung Neopetrolisthes und von	Rotmeer-Partnergarnelen als Wirt angenommen.

## Aquarienhaltung
Im Meerwasseraquarium ist die Blasenanemone die haltbarste Symbioseanemone. Sie wird auch von Anemonenfischen akzeptiert, die in der Natur nicht zu ihren Partnern zählen. Werden die Fische ausreichend gefüttert, bekommt die Anemone genug Nahrung mit ab. Am besten ist kleines Frostfutter, wie Cyclops. Größere Nahrung kann sie oft nicht vollständig verdauen. Eine Blasenanemone, die in ein Aquarium mit Anemonenfischen gegeben wird, sollte ausreichend groß sein. Blasenanemonen haben sich im Aquarium auch schon ungeschlechtlich durch Teilung vermehrt.